# Kaisa

Logo von Kaisa

Kaisa (* 25. Februar 1983 in Berlin; bürgerlich Jacques Linon) auch bekannt als „Kaisaschnitt“ und „Schnitt“ ist ein deutscher Rapper. Er ist ebenfalls Besitzer des Labels K.M.K. Records (früher Hell Raisa Records). 

## Biografie
Linon begann seine Musikkarriere 2001 als Videoclipregisseur für King Orgasmus One, MC Basstard, Bass Sultan Hengzt und Royal TS. Nachdem er 2002 ein erstes Album veröffentlicht hatte, gründete er das Label Splater Connection, unter dem er weitere eigene Alben, sowie Alben seiner 2003 gegründeten Gruppe Hassmonstas veröffentlichte. Ende 2005 kam Linon über Deso Dogg zur Produktionsfirma Streetlife Entertainment. Bereits 2007 kam es aufgrund künstlerischer Differenzen zur Trennung. 2006 entstand in Zusammenarbeit mit Hassmonstas das Album „Traumfabrik“ mit etwas tiefgründigeren Liedern wie zum Beispiel „Kinder an die Macht“. 10 Monate später veröffentlichte er auf Hell Raisa Records „Nixx Für Kinda“. 2007 hat er zusammen mit MC Basstard das Kollabo-Album Das Omen veröffentlicht, das kurze Zeit später aus Lizenzgründen nicht mehr unter diesem Namen verkauft werden durfte. 2008 wurde es unter dem Titel 666 mit diversen Liedänderungen neu aufgelegt. Mit Basstard und den Hip-Hop-Künstlern Skinny Al, Schlafwandler und Sicc folgte die Schluss mit lustig Tour 2007, die am 6. April in Dresden begann und am 12. Mai in Nürnberg endete.
Im Jahr 2007 erschien das Soloalbum Die Geschichte vom Rasenmähermann. Darauf befinden sich deutlich mehr Splattertexte, als auf den Alben Traumfabrik und Nixx für Kinda. Im Fokus stehen hier wieder persönliche Texte. Vorab erschien das limitierte sogenannte „Straßenalbum“ 28 Wochen später. Außerdem ist Kaisa auf dem Mixtape Ghetto Romantik von B-Tight, erschienen am 5. Oktober 2007, vertreten. 2008 veröffentlichte Kaisa das Streetalbum Dorn im Auge, die EP zu Keine Wärme und das Soloalbum Der schwarze Hai. Danach folgte das Street-Mixtape Kaisaschnitt Tape Vol. 1, welches auf 1.000 Stück limitiert war und Samples verschiedener amerikanischer Oldschool-Rapper, als auch einige selbstgemachte Musik beinhaltete. 2010 veröffentlichte Kaisa K.M.K. (Kinder mit Kettensägen). Kurz vor der Veröffentlichung drehte er ein Video zum Lied Les Enfantes. K.M.K. erschien in drei Versionen. In einem Interview kündigte Kaisa an, dass er kein weiteres Album veröffentlichen werde. In Zukunft wolle er sich unter anderem Namen mit Rock-Musik beschäftigen. Anfang März 2010 schloss Kaisa sein Label Hell Raisa Records und gründete ein paar Monate darauf das Label K.M.K. Records unter dem Künstlernamen Schnitt.
In der Folge entstanden zwei Alben unter diesem Pseudonym (Die Nacht der langen Messer, Der Böse Mann), ehe er wieder als Kaisa(schnitt) auftrat. Nach der Veröffentlichung der ersten zwei EPs der Reihe Witch House im Jahre 2012 kündigte er eine Albentrilogie mit dem Namen Antichrist an, dessen ersten Teil im selben Jahr erschien. Nach dem Album Die Legende des Rasenmähermann 2013, des zweiten Teils der Antichrist-Reihe und einer weiteren Witch House EP kündigte er für 2015 das Album Dope Boy mit Metallic Flow an. Er wolle seine Fans in Form von Studioblogs auf das kommende Album vorbereiten.

## Kontroversen
Im März 2010 stellte Volker Beck, Erster Parlamentarischer Geschäftsführer der Bundestagsfraktion von Bündnis 90/Die Grünen, Strafanzeige gegen Kaisa. Beck kritisierte die homophoben Texte des Rappers, die im Lied Endlich Klartext aus dem Album K.M.K. zum Tragen kommen. Beispielhaft wurden einige Zeilen des Stücks hervorgehoben: „Ne Kugel in Dein Face, Boy, Neun-Millimeter-Projektile für den Gayboy, denn der Sucker hat zu viel gelutscht, ja er muss kotzen, immer wieder, wenn er in den Spiegel guckt“ Auf seiner Website erklärte Beck, dass es sich bei den Zeilen um „eine Aufforderung zum Mord“ handele, die man „weder bei deutschen Rappern noch bei jamaikanischen Dancehall-Sängern durchgehen lassen“ könne. Kaisa schickte daraufhin über Twitter eine Nachricht, in der er sich für die Promotion seines Albums K.M.K. bedankte. Als Folge der Strafanzeige gegen Kaisa, erhielt Volker Beck, nach eigener Aussage, „Hass- und Beleidigungsmessages auf Facebook“ von Unterstützern des Musikers.
Die Bundesprüfstelle für jugendgefährdende Medien indizierte K.M.K. im April 2010 auf Liste B. Damit ist der Tonträger nicht nur als jugendgefährdend eingestuft, sondern verstößt nach Ansicht der Bundesprüfstelle auch gegen § 130 (Volksverhetzung). Einschätzungen der Bundesprüfstelle hinsichtlich strafgesetzeswidriger Inhalte sind für Gerichte allerdings unverbindlich, so dass der Tonträger bislang nur den üblichen Beschränkungen einer Indizierung, insbesondere Jugendverbot und Verbot öffentlicher Werbung, unterliegt. Im März 2010 gab Kaisa der Webseite rap.de ein Interview, in dem er anzweifelte, dass beim Holocaust 6.000.000 Juden ermordet wurden, und warf einer jüdischen Lobby vor, den Holocaust zu nutzen, „um alles zu rechtfertigen, was diese Kultur und diese Rasse so umgibt“. Wenige Tage später entschuldigte sich Linon für die Äußerung, die in einem hitzigen Schlagabtausch gefallen sei. „Hätte ich das Interview vor der Veröffentlichung nochmals gelesen, hätte ich sicher einiges, was mir im Nachhinein selbst als unsinnig erschien, nicht so stehen lassen.“

## Diskografie
| Alben - 2002: Kaisaschnitt – Hassmonsta - 2003: Kaisaschnitt – Das Massengrab (die Spur führt in den Wald…) (indiziert) - 2004: Splater Connection – Untergrundsampla Nr. 1 (beschlagnahmt seit 21. April 2008) - 2004: Hassmonstas und Demonenpark – Sturmtruppen-Killateam - 2005: Kaisaschnitt – Zuchtmeista - 2005: Kaisaschnitt – Stacheldrahtmörda (Limitiert auf 500 Stück) - 2005: Splater Connection – Untergrundsampla Nr. 2 - 2006: Kaisaschnitt – Stacheldrahtmörda Reloaded - 2006: Kaisa und Hassmonstas – Traumfabrik - 2006: Kaisa – Nixx für Kinda - 2007: Kaisa und Basstard – Das Omen (indiziert) - 2007: Kaisaschnitt – 28 Wochen später (Straßenalbum, limitiert) - 2007: Kaisaschnitt – Die Geschichte vom Rasenmähermann - 2008: Kaisa – Dorn im Auge - 2008: Kaisa und Basstard – 666 (Wiederveröffentlichung des Albums Das Omen, indiziert) - 2008: Kaisa – Der schwarze Hai (Doppel-Album) - 2009: Kaisa – Der schwarze Hai 4 Live (Live-Album) (Limitiert auf 1000 Stück) - 2009: Kaisa präsentiert: Hell Raisa – Sampler 1 - 2010: Kaisa – K.M.K. (indiziert Liste B) - 2010: Schnitt – Der Böse Mann - 2011: Schnitt – Die Nacht der langen Messer - 2012: Kaisaschnitt – Anti_Chr1st - 2013: Kaisaschnitt – Anti_Chr1st (Evil Kidz Edition) - 2013: Kaisa – Die Legende vom Rasenmähermann - 2014: Kaisaschnitt – Anti_Chri2t (C4) - 2015: Kaisa – Dopeboy mit Metallic Flow - 2016: Kaisaschnitt – Digitaler Teufelskreis - 2016: Kaisa – Mieser Fieser Mixtapes - 2006: Kaisa & Hassmonstas – Monsta Mixtape Nr. 1 (kostenlose MP3-Veröffentlichung) - 2009: Kaisa – Kaisaschnitt Tape Vol. 1 (limitiert auf 1000 stück) Singles - 2006: Kinder an die Macht - 2006: Hinterhof EPs - 2008: Keine Wärme EP - 2009: Anarchie - 2009: Minus Null - 2009: Grimmig guckt das Kleinkind - 2012: Witch House (limitiert auf 500 Stück, indiziert) - 2012: Witch House Vol. 2 (limitiert auf 2× 300 Stück) - 2015: Witch House Vol. 3 (limitiert auf 600 Stück) | Sonstige - 2005: Der Druck – Kaisa feat. Hassmonstas (Video) - 2006: Kaiza von Deutschland – Kaisa feat. Hassmonstas - 2006: Weihnachten fällt aus Pt.1 – Kaisa feat. Hassmonstas - 2006: Comicwelt - 2006: Label Nr. 1 – Kaisa feat. DNA - 2006: Keine Wärme (Juice Exclusive! auf Juice-CD #70) - 2006: Weihnachten fällt aus Pt.2 – Kaisa feat. Skinny Al & Blokkmonsta (Freetrack) (Video) - 2007: Baseballschläger – Kaisa feat. Paolo Magic (Juice Exclusive! auf Juice-CD #76) - 2007: Generation – Kaisa ft. Hassmonsta - 2008: Schlechter Film (Greckoe feat. Kaisa) - 2008: Trauerklos (Juice Exclusive! auf Juice-CD #84) - 2008: Plastikwelt – Kaisa & Basstard (Video) - 2009: Dr. Manhattan (Eko Fresh-Diss) (Juice Exclusive! auf Juice-CD #96) - 2009: Kannst du ihm widerstehen (G-Hot feat. Kaisa) - 2009: Heft für die Bitch (Backspin-Diss) - 2010: Madagaskar (Juice Exclusive! auf Juice-CD #105) - 2010: Ladyboykilla (Kollegah- und Selfmade Records-Diss) - 2010: Grüne Uniform/Der Böse Mann – Schnitt (Video) - 2012: Brudermörder – Kaisaschnitt (Sebar Silberrücken Diss) - 2013: Warmes Blut – Kaisaschnitt (Blokkmonsta-Diss) - 2013: Diese 3 Buchstaben (Video) - 2013: Wie weit willst du gehen? (Video) - 2013: 5 Uhr Morgens in Berlin (Video) - 2013: Alles Schlampen außer Mutti (Video) - 2013: Shotgun (Video) - 2013: Auf der Suche nach (Video) - 2014: K.M.K. Imperium (Video) - 2014: Arische Walach(a)i (Video) - 2014: Kettenfaust feat. Karate Andi (Video) - 2015: Elefant (Video) - 2015: Paul Walker (Video) - 2015: Martin Luther King (Video) - 2015: U.W.E. (Video) - 2015: Surviving the Game (Video) - 2015: Selbstreflexion (Video) Videoalben - 2003: Splatergeneration - 2009: Anarchie 4 Live DVD - 2010: Kaisa Clip Collection - 2012: Mann der Stunde (auch als limitierte Illuminati Edition) |